# مناطق تاریخی استانبول
مناطق تاریخی استانبول (به انگلیسی: Istanbul Historic Sites) گروهی از سایت‌های تاریخی در منطقه فاتح در شهر استانبول ترکیه است. این مناطق در سال ۱۹۸۵ به در فهرست میراث جهانی یونسکو اضافه شدند.
این میراث جهانی شامل ساختمان‌ها و بناهایی همچون سرای‌بارنو، کاخ توپ‌قاپی، ایا صوفیه، مسجد سلطان احمد، هاجیا ایرین، مسجد زیرک، مسجد سلیمانیه، ایا صوفیه کوچک و دیوارهای قسطنطنیه است.

## مناطق
سایتِ میراث جهانی چهار منطقه را در بر می‌گیرد که بناهای فاخر تاریخی مراحل مختلف تاریخ شهر را نشان می‌دهد:
- پارک باستان‌شناسی، که در سال‌های ۱۹۵۳ و ۱۹۵۶ در نوک شبه جزیره تعریف شده بود.
- محله سلیمانیه، در سال ۱۹۸۰ و ۱۹۸۱ محافظت شد.
- محله زیرک، محافظت شده در سال ۱۹۷۹؛
- منطقه خاکریزهای دفاعی، محافظت شده در سال ۱۹۸۱.

## آلبوم عکس

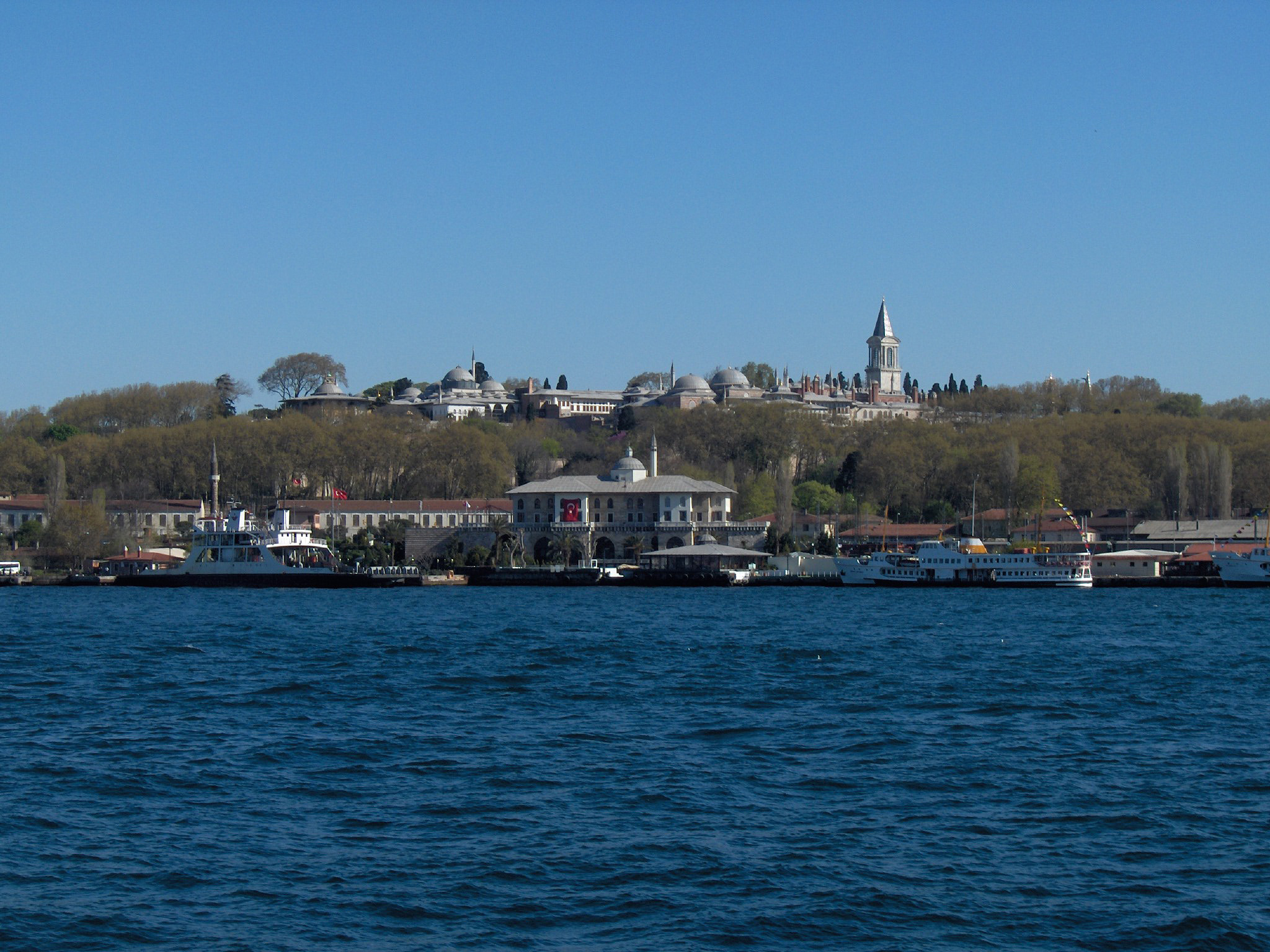
کاخ توپ‌قاپی
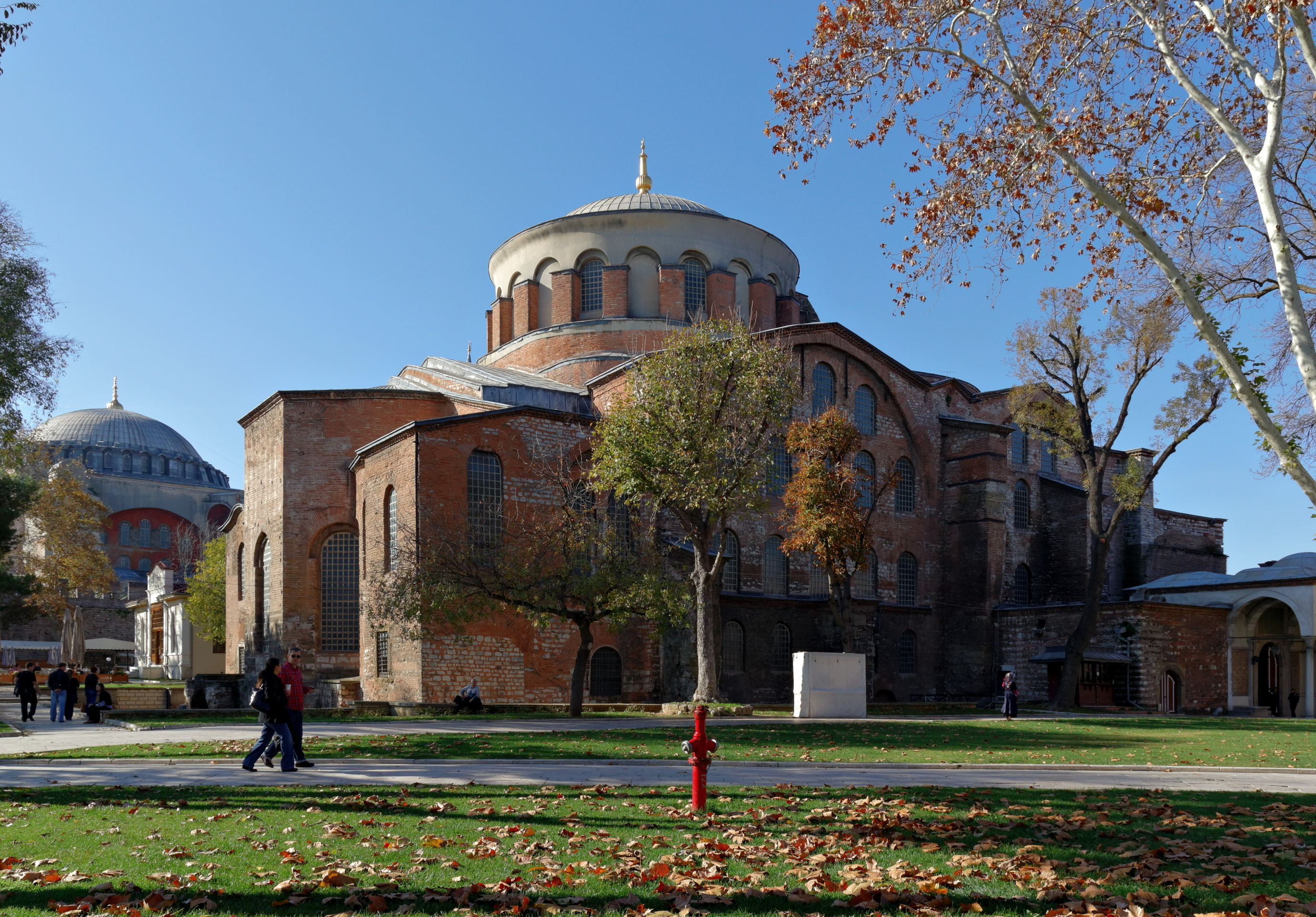
هاجیا ایرین
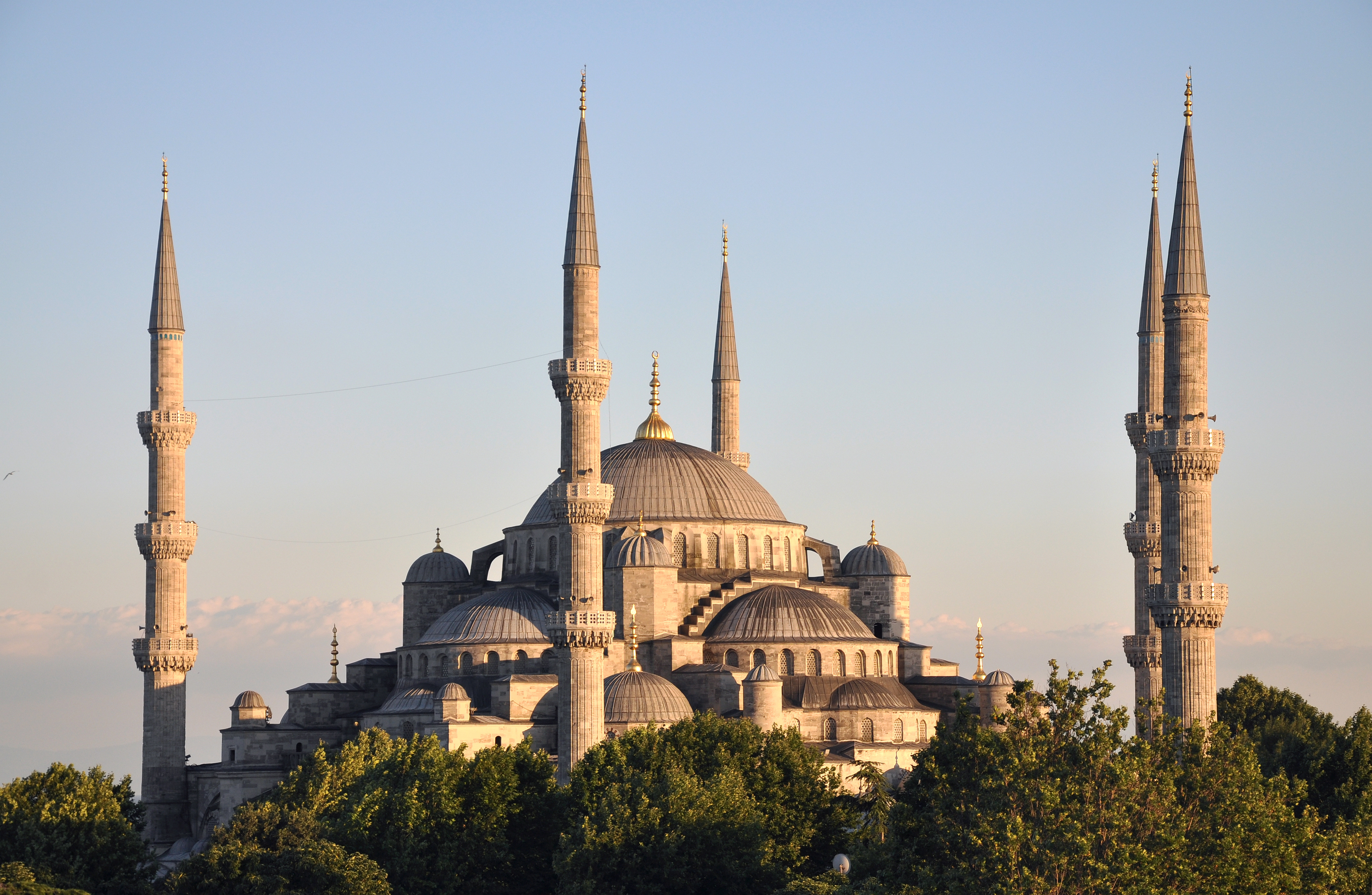
مسجد سلطان احمد
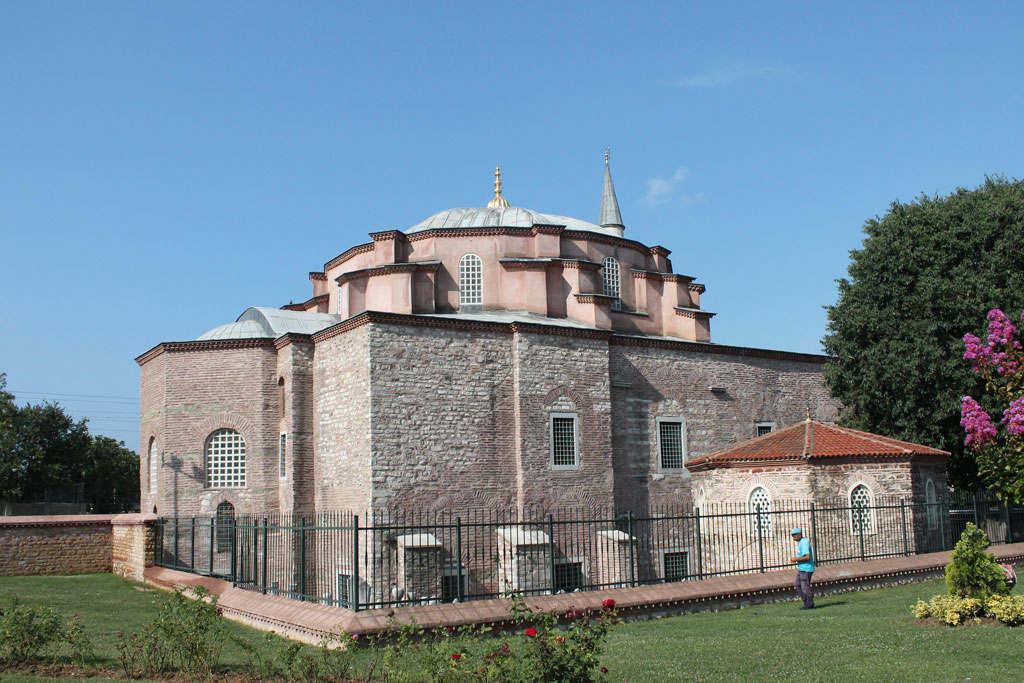
ایا صوفیه کوچک
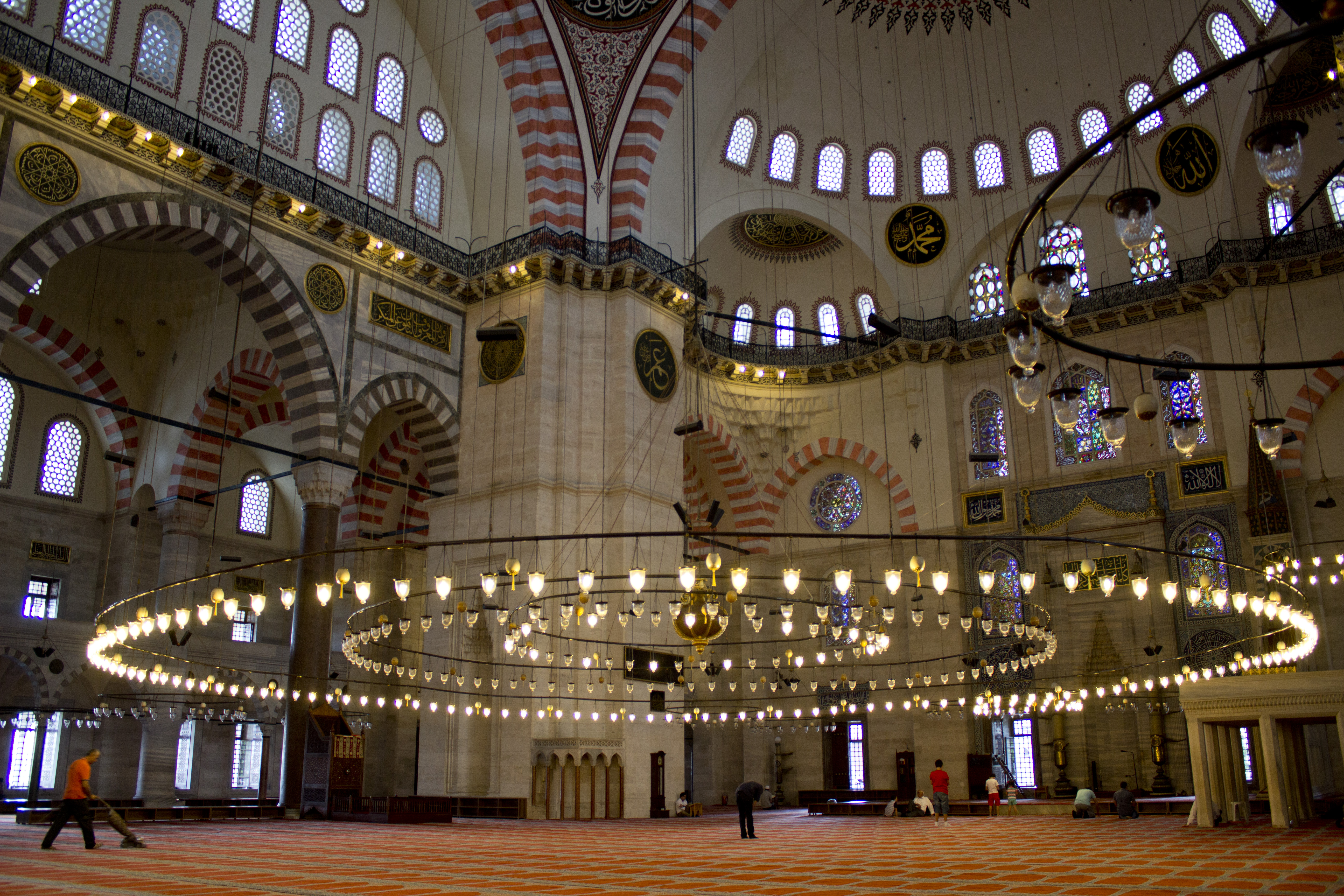
مسجد سلیمانیه
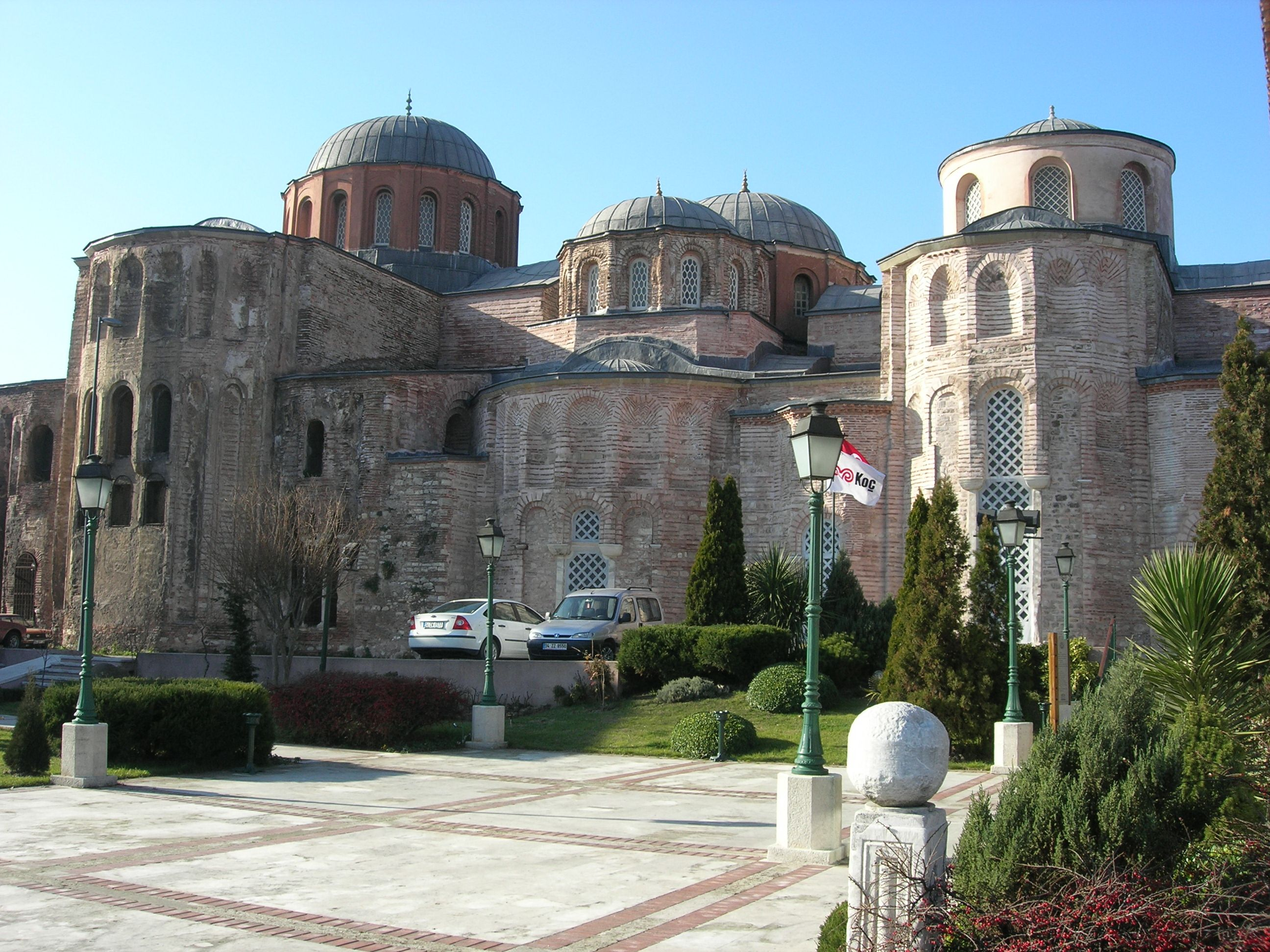
مسجد زیرک
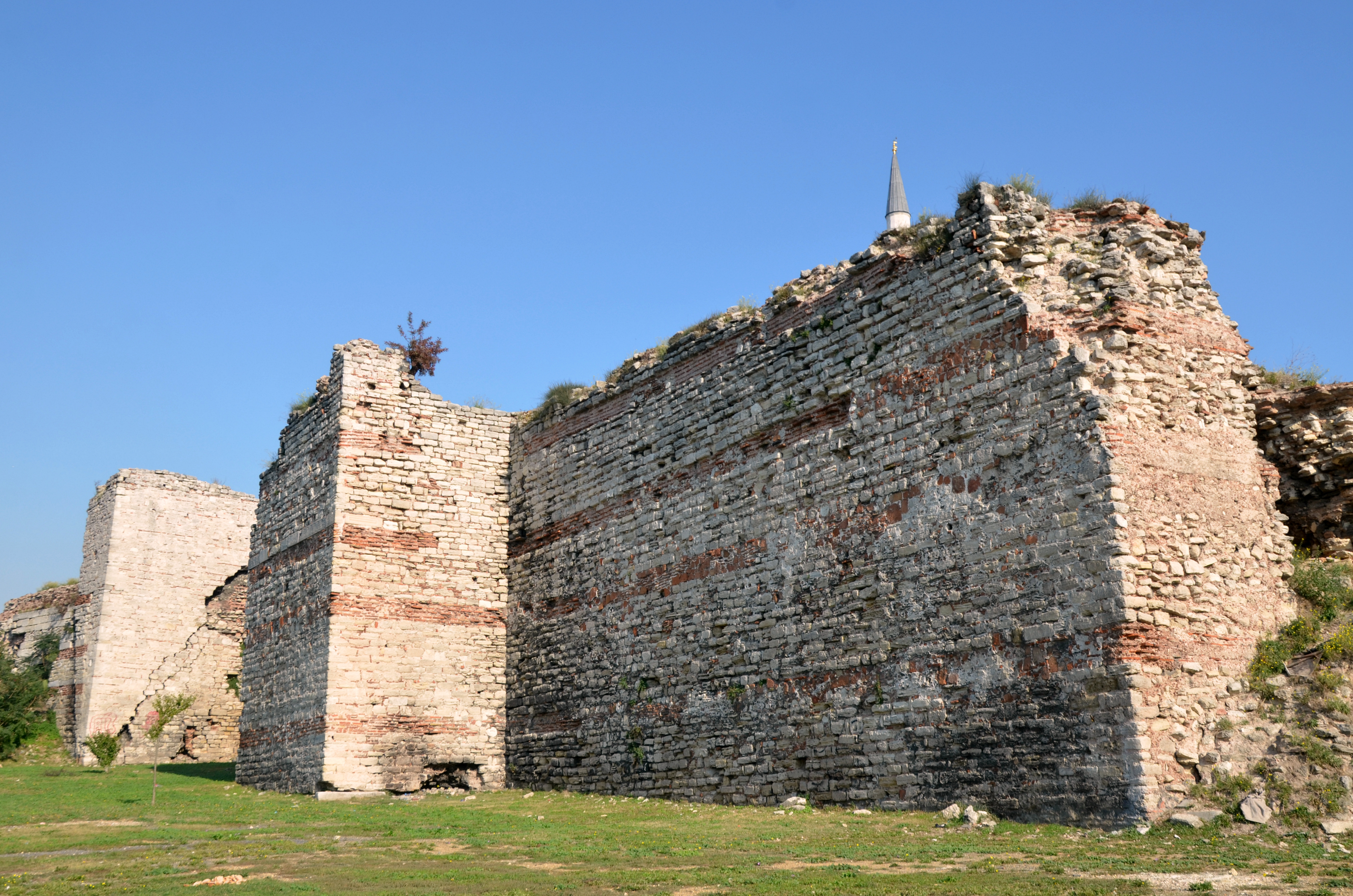
دیوارهای قسطنطنیه